# Qaraoun
Qaraoun est un village libanais fondé par la famille OMAIS , à 85 km de Beyrouth, connu pour son lac Qaraoun dans la vallée de la Bekaa formé par le barrage construit dans les années 1960 sur le fleuve Litani. Il s'agit d'une zone écologiquement fragile en limite nord du caza (district) de Rachaya, dans le gouvernorat de la Bekaa. Le village se trouve à environ 800 mètres au-dessus du niveau des mers.

## Environnement
Le Qaraoun est soumis à une forte pollution provenant des eaux usées, des déchets industriels et des fertilisants agricoles. La pêche y est interdite pour des raisons sanitaires. Plus de deux cents tonnes de poissons morts sont retirées du lac en mai 2021.